# Caso Luana Barbosa
Luana Barbosa dos Reis (Miguelópolis, 12 de novembro de 1981 — Ribeirão Preto, 13 de abril de 2016) foi uma mulher brasileira, negra e lésbica que veio a falecer devido a violência policial em uma abordagem da Polícia Militar na cidade de Ribeirão Preto, interior do estado de São Paulo.

## Vida
Luana e sua irmã Roseli dos Reis nasceram em Miguelópolis interior do estado de São Paulo, filhas de Eurípedes e Luis. O pai de Luana, Luis, foi baleado com três tiros e enterrado como indigente no cemitério de Perus, região noroeste da capital paulista. Sua morte foi registrada no dia 10 de novembro de 1981 dois dias após Luana nascer. Sua mãe e os filhos souberam da perda 40 dias depois.

## Ocorrência
No bairro onde morava, Jardim Paiva, em Ribeirão Preto, Luana saiu de casa às 19 horas para levar o filho de 14 anos para um curso, quando foi abordada na esquina de sua rua por policiais militares.
Segundo a irmã de Luana, Roseli Barbosa dos Reis, Luana teria pedido a uma policial para que fosse feita a revista, mas a solicitação não foi atendida, e ela não permitiu que o procedimento fosse feito por agentes homens, foi quando, segundo a professora, as agressões começaram.
O tenente coronel da PM, Francisco Mango Neto, negou as agressões e informou que o motivo da abordagem foi a suspeita de que Luana dirigia naquele momento uma moto roubada. De acordo com a Polícia Militar, os agentes reagiram depois que foram desacatados e agredidos por Luana.
Uma testemunha afirma que Luana foi brutalmente agredida por pelo menos seis policiais.
Luana morreu na quarta-feira, dia 13, cinco dias após ter sido internada na Unidade de Emergência do Hospital das Clínicas (HC-UE). Consta na declaração de óbito que ela sofreu uma isquemia cerebral aguda causada por traumatismo crânio-encefálico.

## Investigação
A Ordem dos Advogados do Brasil informou que os policiais militares envolvidos no suposto espancamento à Luana foram afastados das funções até o fim das investigações do caso. O pedido de afastamento havia sido protocolado pelo coordenador da Comissão do Negro e Assuntos Antidiscriminatórios da OAB, Eduardo Silveira Martins, sob alegação de que os PMs poderiam influenciar no inquérito policial.
Em 3 de fevereiro de 2017, a Justiça Militar do Estado de São Paulo (JMSP) arquivou a investigação contra os três policiais militares. Em nota, a JMSP informou que o Ministério Público considerou que não há indícios de crime militar. A promotora Robinete Le Fosse pediu o arquivamento do caso "pela total ausência de materialidade delitiva".

## Reações
A ONU Mulheres e o Alto Comissariado da ONU para os Direitos Humanos (ACNUDH) divulgaram nota na quarta-feira, dia 4 de Maio de 2016, em que pedem “investigação imparcial” sobre a morte de Luana. A nota diz que "de acordo com o relato da própria vítima, antes do seu trágico falecimento, e de seus familiares, há fortes indícios das práticas de sexismo, racismo e lesbofobia nos acontecimentos que levaram à sua morte, em uma perversa violação de direitos que segue na contramão das garantias individuais e coletivas conquistadas pelas mulheres no Brasil e no mundo."
Familiares e ONGs de direitos humanos protestaram contra a lesbofobia, racismo e impunidade dos autores no dia 23 de abril em frente ao Teatro Pedro II, em Ribeirão Preto.
O ouvidor Julio Cesar Fernandes Neves solicitou à Procuradoria Geral de Justiça que designe um promotor para acompanhar as investigações. O ouvidor também solicitou ao Corregedor da Polícia Militar do Estado de São Paulo, coronel Levi Anastácio Felix, os procedimentos registrados na Corregedoria acerca da morte de Luana, após ela ficar internada “devido a lesões causadas segundos testemunhas e familiares, por espancamento” efetuado pelos policiais militares Douglas Luiz de Paula, Fabio Donizetti Pultz e André Donizeti Camilo “durante uma abordagem”.
Em 2 de maio de 2016, sobreviventes da tortura e feministas fizeram uma instalação em memória das vítimas da violência ditadura militar no Centro de Operações de Defesa Interna (DOI-Codi), centro da tortura no Rio de Janeiro. O ato também lembrou a morte de Luana.
O presidente do Conselho de Defesa dos Direitos da Pessoa Humana de São Paulo (Condepe), Rildo Marques de Oliveira, afirmou que houve abuso de poder por parte dos policiais militares na abordagem a Luana.